# TriGránit
TriGranit Development Corporation (по-русски произносится Тригранит девелопмент корпорейшн) — венгерская девелоперская компания, крупнейшая в стране. Штаб-квартира компании расположена в Будапеште.

## Собственники и руководство
Владельцы компании — Шандор Демьян (34 %), девелоперская компания IMMOEAST Immobilien Anlagen (25 %), сопредседатель совета директоров американской инвестиционной компании Atticus Capital Натаниэль Ротшильд (12 %), председатель совета директоров Barrick Gold Питер Мунк (19 %), президент OTP Bank Шандор Чани (10 %).
Президент — Шандор Демьян.

## Деятельность
Компания осуществляет инвестиции в недвижимость в Центральной и Восточной Европе — осуществляет строительство торговых, офисных, развлекательных центров, отелей. Совокупная стоимость инвестиционного портфеля проектов — 1,5 млрд евро.
Среди проектов компании:
- Millennium City Center (500 000 м²)
- WestEnd City Center (194 000 м²)
- Национальный театр в Будапеште
- Esplanada City Center (880 000 м²) в Бухаресте
- курортные зоны в Загребе и на Сейшельских островах и др.

### TriGranit в России
В 2007 году компания заявила о предстоящих инвестициях в российскую недвижимость в объёме около $5 млрд. Среди предполагавшихся проектов: строительство жилого квартала в Краснодаре общей стоимостью более $1,6 млрд, офисно-жилого комплекса в Санкт-Петербурге на месте Бадаевских складов и многофункционального комплекса «Дворец искусств» на месте Василеостровского трамвайного парка и Музея электротранспорта (проект вызвал многочисленные протесты горожан) и др. Также компания осуществляла проекты по строительству сахарных заводов в Воронежской и Рязанской областях.
После начала мирового финансового кризиса конца 2000-х годов TriGránit начала сворачивать российские проекты, часть оставив нереализаованными, а часть — продав другим игрокам.